# Lekkoatletyka na Letnich Igrzyskach Olimpijskich 1912 – bieg na 800 m mężczyzn

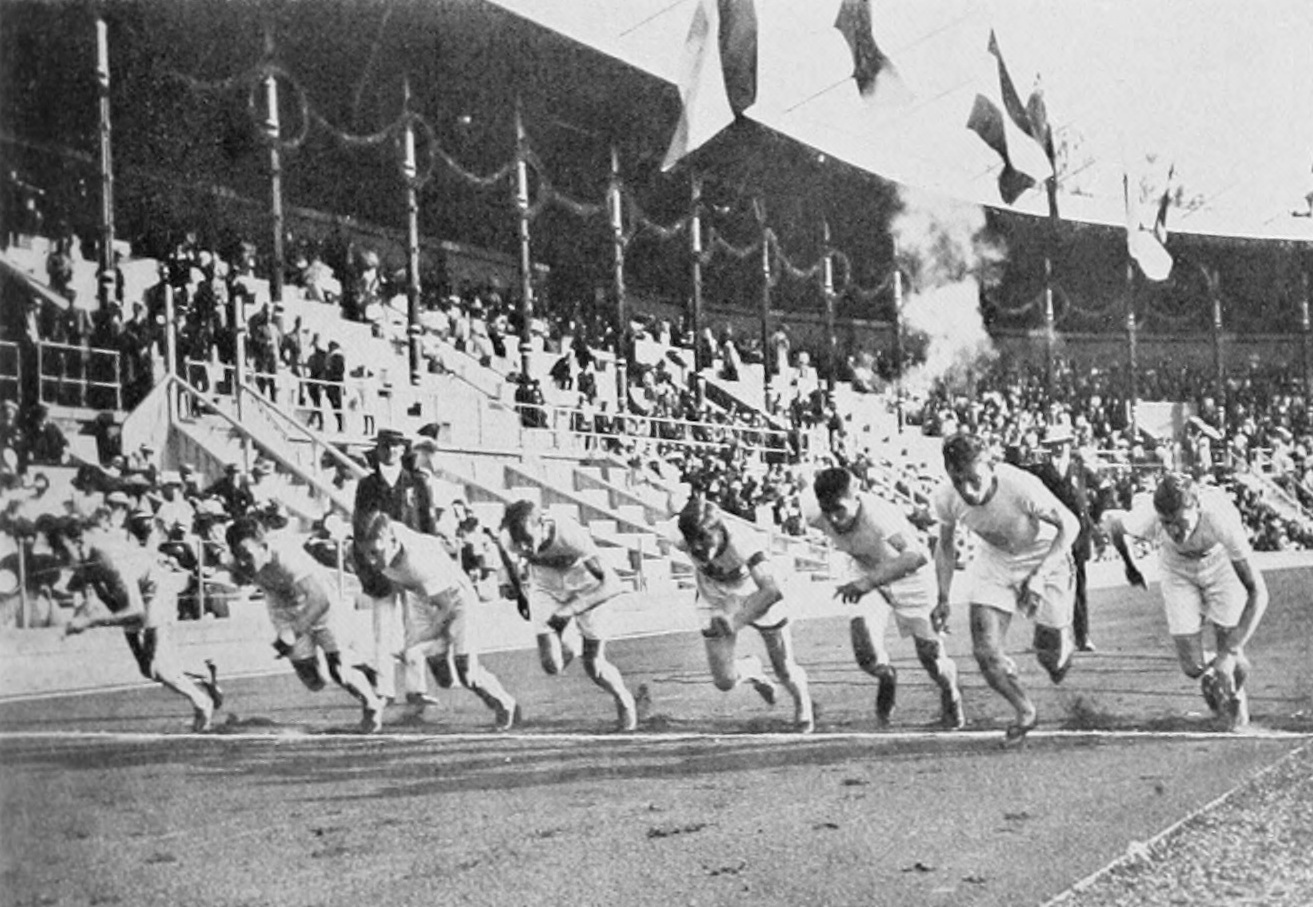
Start biegu finałowego

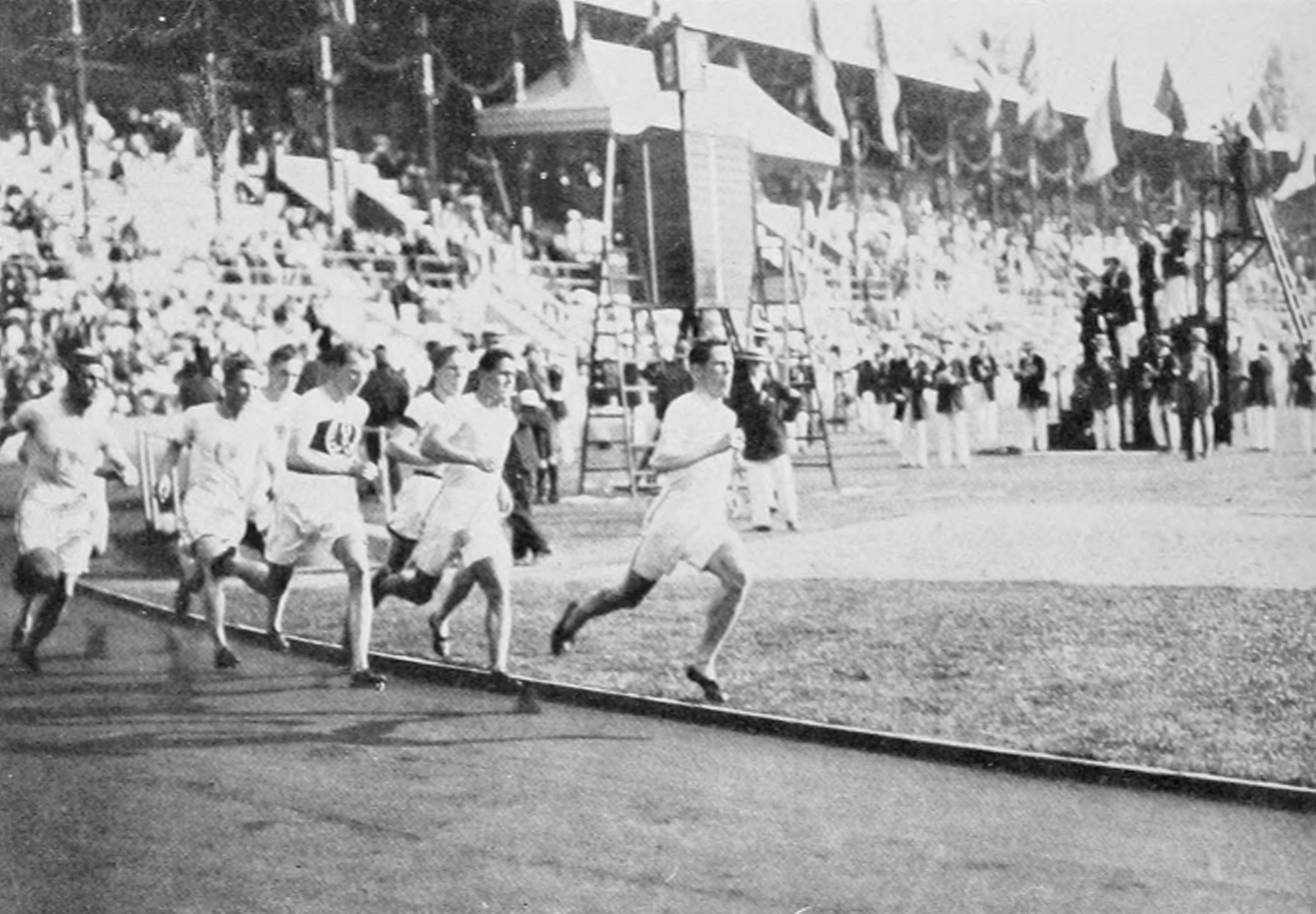
Bieg finałowy

Bieg na dystansie 800 metrów mężczyzn był jedną z konkurencji lekkoatletycznych rozgrywanych podczas V Igrzysk Olimpijskich w Sztokholmie. Biegi eliminacyjne rozegrane zostały 6 lipca, biegi półfinałowe — 7 lipca, zaś bieg finałowy — 8 lipca 1912 roku. Mistrzem olimpijskim w tej konkurencji został Amerykanin Ted Meredith. W rywalizacji wzięło udział 48 biegaczy z 16 reprezentacji.
Obrońca tytułu mistrzowskiego, Amerykanin Mel Sheppard, wygrał mistrzostwa amerykańskiej Amatorskiej Unii Atletycznej (AAU) na dystansie 880 jardów w 1911 roku. Lecz obok niego pojawiło się dwóch kolejnych pretendentów do złota w Sztokholmie. Pierwszym z nich był John Paul Jones, student Cornell University. Wygrał on mistrzostwa akademickie USA w 1911 i 1912 roku. Drugim był student Mercersburg Academy Ted Meredith, który ustanowił akademickie rekordy na dystansach 440 i 880 jardów, na kilka tygodni przed próbami olimpijskimi. Ostatecznie w próbie przedolimpijskiej dla stanów wschodnich Meredith zajął trzecie miejsce za Sheppardem.
W Europie głównymi kandydatami do złota byli Niemiec Hanns Braun, który wygrał amatorskie mistrzostwa AAA w 1911 i 1912 roku, oraz Włoch Emilio Lunghi, który wyrównał rekord świata Shepparda (1:52,8 ustanowiony podczas Igrzysk w Londynie) wygrywając Mistrzostwa Kanady w 1909 roku. Lunghi potwierdził swoją formę 23 czerwca 1912 roku, gdy podczas zawodów w La Spezia przebiegł 800 metrów w czasie 1:55,0.
Piątka faworytów łatwo przeszła fazę eliminacyjną. Jednakże trener reprezentacji Stanów Zjednoczonych, Michael Murphy, zadecydował, że John Paul Jones ma większe szanse w biegu na 1500 metrów i wycofał go by oszczędzał siły na ten bieg. W drugim biegu półfinałowym Lunghiego złapał skurcz i zakończył on start na piątym miejscu — pierwszym, które nie było premiowane awansem.
W finale, Mel Sheppard rozpoczął bieg bardzo szybko. Pierwsze 400 metrów przebiegł w czasie 52,4 sekundy. Jednak na ostatniej prostej został dogoniony i wyprzedzony przez Teda Mereditha, który ostatecznie wygrał o parę cali ustanawiając nowy rekord rekord świata, 1:51,9. Ira Davenport przyspieszył na ostatnich dwustu metrach i zdobył brązowy medal. Meredith kontynuował bieg do drugiej taśmy, ustanawiając także nowy rekord świata (1:52,5) za dystansie 880 jardów.
Według oficjalnego raportu olimpijskiego Braun zajął czwarte miejsce z czasem 1:52,2, David Caldwell — piąte z czasem 1:52,3; a Melville Brock — szóste z nieznanym czasem. Jednakże, późniejsza analiza fotografii i innych źródeł ustaliła końcowe rezultaty (według Track and Fields): 4. Caldwell — 1:52,8; 5. Brock — 1:53,0; 6. Braun — 1:53,0; 7. Clarence Edmundson, 8. Herbert Putnam.

## Rekordy
| Rekord świata     | Mel Sheppard (USA)  | 1:52,8 (*)  | Londyn, Wielka Brytania | 27.08.1908 |
| Rekord świata     | Emilio Lunghi (ITA) | 1:52,1 (**) | Montreal, Kanada        | 15.09.1909 |
| Rekord olimpijski | Mel Sheppard (USA)  | 1:52,8 (*)  | Londyn, Wielka Brytania | 27.08.1908 |

(*) - rekord nieoficjalny, dystans wynosił ⅓ mili (536,45 m), (**) - rekord na dystansie 880 jardów (804,68 m)

## Eliminacje
Bieg 1 
| Miejsce | Zawodnik       | Czas   | Uwagi |
| ------- | -------------- | ------ | ----- |
| 1       | David Caldwell | 1:58,6 | Q     |
| 2       | Emilio Lunghi  | b. d.  | Q     |
| 3       | Walter McClure | b. d.  |       |
| 4       | Eric Lindholm  | 2:01,5 |       |
| 5       | Joseph Caullé  | b. d.  |       |

 Bieg 2 
| Miejsce | Zawodnik           | Czas   | Uwagi |
| ------- | ------------------ | ------ | ----- |
| 1       | Percy Mann         | 1:56,0 | Q     |
| 2       | Herbert Putnam     | b. d.  | Q     |
| 3       | Ole Jacob Pedersen | b. d.  |       |
| -       | Leopoldo Palma     | DNF    |       |

 Bieg 3 
| Miejsce | Zawodnik         | Czas   | Uwagi |
| ------- | ---------------- | ------ | ----- |
| 1       | John Paul Jones  | 2:01,8 | Q     |
| 2       | Armando Cortesão | b. d.  | Q     |
| 3-4     | Oscar Larsen     | b. d.  |       |
| 3-4     | Guido Calvi      | b. d.  |       |

 Bieg 4 
| Miejsce | Zawodnik           | Czas   | Uwagi |
| ------- | ------------------ | ------ | ----- |
| 1       | Clarence Edmundson | 1:56,5 | Q     |
| 2       | John Tait          | b. d.  | Q     |
| 3       | Charles Poulenard  | b. d.  |       |
| 4       | Richard Jahn       | 2:02,0 |       |
| -       | Robert Burton      | DNF    |       |

 Bieg 5 
| Miejsce | Zawodnik          | Czas   | Uwagi |
| ------- | ----------------- | ------ | ----- |
| 1       | Ira Davenport     | 1:59,0 | Q     |
| 2       | Frederick Hulford | b. d.  | Q     |
| 3-5     | Ödön Bodor        | b. d.  |       |
| 3-5     | Julius Person     | b. d.  |       |
| 3-5     | Dmitrij Nazarow   | b. d.  |       |
| -       | Zdeněk Městecký   | DNF    |       |
| -       | Philip Baker      | DNF    |       |

 Bieg 6 
| Miejsce | Zawodnik            | Czas   | Uwagi |
| ------- | ------------------- | ------ | ----- |
| 1       | Harlan Holden       | 1:58,1 | Q     |
| 2       | Evert Björn         | b. d.  | Q     |
| 3       | Richard Yorke       | b. d.  |       |
| 4       | Karl Haglund        | 2:01,2 |       |
| 5-8     | Ferenc Forgács      | b. d.  |       |
| 5-8     | Aleksandr Jelizarow | b. d.  |       |
| 5-8     | Federico Mueller    | b. d.  |       |
| -       | Vahram Papazyan     | DNF    |       |

 Bieg 7 
| Miejsce | Zawodnik           | Czas   | Uwagi |
| ------- | ------------------ | ------ | ----- |
| 1       | James Soutter      | 2:00,4 | Q     |
| 2       | Mel Sheppard       | b. d.  | Q     |
| 3       | Erich Lehmann      | b. d.  |       |
| -       | János Antal        | DNF    |       |
| -       | Johannes Villemson | DNF    |       |

 Bieg 8 
| Miejsce | Zawodnik       | Czas   | Uwagi |
| ------- | -------------- | ------ | ----- |
| 1       | George Brock   | 1:57,0 | Q     |
| 2       | Ted Meredith   | b. d.  | Q     |
| 3       | Joachim Victor | b. d.  |       |
| -       | Alan Patterson | DNF    |       |

 Bieg 9 
| Miejsce | Zawodnik       | Czas   | Uwagi |
| ------- | -------------- | ------ | ----- |
| 1       | Ernest Henley  | 1:57,6 | Q     |
| 2       | Hanns Braun    | b. d.  | Q     |
| 3       | Erik Frisell   | 1:59,2 |       |
| 4       | Thomas Halpin  | 1:59,2 |       |
| -       | Lauri Pihkala  | DNF    |       |
| -       | Károly Radóczy | DNF    |       |

## Półfinały
Półfinał 1
| Miejsce | Zawodnik          | Czas   | Uwagi |
| ------- | ----------------- | ------ | ----- |
| 1       | Ted Meredith      | 1:54,4 | Q     |
| 2       | Hanns Braun       | 1:54,6 | Q     |
| 3       | Mel Sheppard      | 1:54,8 | Q     |
| 4       | Herbert Putnam    | 1:55,0 | Q     |
| 5       | John Tait         | b. d.  |       |
| 6       | Percy Mann        | b. d.  |       |
| —       | Frederick Hulford | DNF    |       |
| —       | James Soutter     | DNF    |       |
| —       | John Paul Jones   | DNS    |       |

Półfinał 2
| Miejsce | Zawodnik           | Czas   | Uwagi |
| ------- | ------------------ | ------ | ----- |
| 1       | George Brock       | 1:55,7 | Q     |
| 2       | Clarence Edmundson | 1:55,8 | Q     |
| 3       | David Caldwell     | 1:55,9 | Q     |
| 4       | Ira Davenport      | 1:55,9 | Q     |
| 5       | Emilio Lunghi      | b. d.  |       |
| 6-9     | Evert Björn        | b. d.  |       |
| 6-9     | Ernest Henley      | b. d.  |       |
| 6-9     | Harlan Holden      | b. d.  |       |
| 6-9     | Armando Cortesão   | b. d.  |       |

## Finał
| Miejsce | Zawodnik           | Czas    |
| ------- | ------------------ | ------- |
| 1       | Ted Meredith       | 1:51.,9 |
| 2       | Mel Sheppard       | 1:52,0  |
| 3       | Ira Davenport      | 1:52,0  |
| 4       | David Caldwell     | 1:52,8  |
| 5       | George Brock       | 1:53,0  |
| 6       | Hanns Braun        | 1:53,0  |
| 7       | Clarence Edmundson | b. d.   |
| 8       | Herbert Putnam     | b. d.   |